# Mijnstadion
Mijnstadion – stadion wielofunkcyjny, położony w mieście Beringen, Belgia. Swoje mecze na tym obiekcie rozgrywa klub piłkarski K. Beringen-Heusden-Zolder. Jego pojemność wynosi 9 416 miejsc.